# Dauphin (Manitoba)
Dauphin é uma cidade localizada em Manitoba, província do Canadá, e possui uma população de aproximadamente 8.086 pessoas. 
Abrigada no coração da região de Parkland, é situada no vale entre o Parque Nacional de Riding Moutain e o Parque Provincial de Duck Mountain, e entre dois dos maiores lagos do mundo: o lago Manitoba e o lago Winnipegosis. 
Rica em beleza natural, Dauphin é localizada centralmente entre Saskatoon, Winnipeg, Regina e Brandon. 
Fundada em 1898 por imigrantes vindos da Europa, se tornou um importante centro de transporte de grãos. A agricultura ainda tem um papel central na economia da região, porém reduzido desde a época de sua fundação. O prefeito atual da cidade é Alex Paul. É representada no Parlamento por Inky Mark.

## Clima
As temperaturas médias anuais podem atingir uma mínima de -12 °C a -23 °C no mês de janeiro e uma máxima de 11 °C a 25 °C em Julho. A cidade é conhecida como The Sunshine City (aproximadamente A Cidade do Sol) por liderar o ranking das cidades mais ensolaradas do Canadá de acordo com o Canadian Geographic de março de 2000.

## População
Os maiores grupos étnicos na cidade de Dauphin são 54,08% de ingleses/escoceses/irlandeses e 41,04% de ucranianos, de acordo com o Censo Canadense de 1996. Dauphin também possui uma população nativa (aborígene) significativa.

## Festivais
Dauphin é sede de diversos festivais durante o verão, incluindo o Dauphin’s Countryfest (Festa Country de Dauphin), onde ocorrem diversos shows durante cinco dias, o Canada’s National Ukrainian Festival, onde existe apresentações de música e da cultura ucraniana, e o Jesus Manifest.